# Заимка (Архангельская область)
Заимка — деревня в Ленском районе Архангельской области. Входит в состав Сойгинского сельского поселения.

## География
Находится в юго-восточной части Архангельской области на расстоянии приблизительно 3 км на запад по прямой от поселка Сойга.

## История
В 1859 году здесь (деревня Сольвычегодского уезда Вологодской губернии) было учтено 5 дворов.

## Население
Численность населения: 30 человек (1859 год), 0 как в 2002 году, так и в 2010.